# Klimkówka (Przenosza)
Klimkówka – część wsi Przenosza w Polsce położona w województwie małopolskim, w powiecie limanowskim, w gminie Dobra.
W latach 1975–1998 miejscowość położona była w województwie nowosądeckim.